# 即墨毛子埠惨案
即墨毛子埠惨案是指1938年5月8日，侵华日军杀害无辜群众事件。

## 经过
1938年5月8日拂晓，日军从胶县、南泉、蓝村调集部队，包围即墨毛子埠村，报复前一晚在此打死打伤日军的村民。
日军将抓到的44名青壮年锁在两间屋里，周围点燃高粱秆，44人中只冲出了7人，又机枪射死4人，只有3人得以幸免。这次惨案，日军在此烧杀达7个小时。共杀害村民180多人,伤残多人；烧毁民房700多间；烧死耕畜20多头。